# 越谷市立富士中学校
越谷市立富士中学校（こしがやしりつ ふじちゅうがっこう）は、埼玉県越谷市に所在する公立中学校。

## 学校行事
- 科学技術体験
- 体育祭
- 文化祭
- 合唱コンクール
- スキー教室
- 合唱祭
- PTAバザー
- 修学旅行
- 3年生を送る会

## 部活動

### 運動部
- 野球（男）
- サッカー（男）
- ソフトボール（女）
- バレーボール（男女）
- バスケットボール（男女）
- ソフトテニス（男女）
- 剣道（男女）
- バドミントン（男女）
- 卓球（男女）
- 柔道（男女）
- 陸上（男女）

### 文化部
- 吹奏楽
- 美術
- 茶道
- 英語
- 科学
- ハンドクラフト

## 著名な出身者
- 小谷野敦 - 評論家
- 三遊亭多歌介 - 落語家
- 本柳和也 - プロ野球選手